# 石城乡 (庄河市)
石城乡，是中华人民共和国辽宁省大連市庄河市下辖的一个乡镇级行政单位。

## 行政区划
石城乡下辖以下地区：
新民村、光明村、东升村、三胜村和花山村。